# Peter Russell
Peter Russell (7 mei 1946) is een Britse schrijver over new age gerelateerde onderwerpen.

## Biografie
Hij studeerde aan de universiteit van Cambridge natuurkunde , psychologie en informatica.
Zijn bekendste boek is The Global Brain Awakens (1982) waarin hij het concept van het Globale brein uitwerkt. Hierin voorspelde hij dat op den duur alle menselijke kennis geïntegreerd wordt in een wereldwijd netwerk dat overal te raadplegen is. In 1982 was er nog niet zo'n netwerk maar het huidige internet lijkt wel op een basaal globaal brein.
Peter Russell geeft wereldwijd lezingen en workshops over spirituele onderwerpen als stressmanagement, boeddhistische en hindoeïstische filosofie, meditatietechnieken en 'persoonlijke ontwikkeling'. Russell is ook verbonden aan new age organisaties als het Instituut voor Noëtische Wetenschappen, Findhorn Foundation, Club van Boedapest en The World Business Academy.